# ロイヤルヒロインマイルステークス
ロイヤルヒロインマイルステークス（Royal Heroine Mile Stakes）は、アメリカ合衆国のサンタアニタパーク競馬場・芝1マイル（8ハロン、約1609メートル）で行われているサラブレッド3歳以上牝馬限定による競馬のG3平地競走である。
日本では主に旧称のキャッシュコールマイル招待ステークス（Cashcall Mile Invitational Stakes）で知られる。

## 概要
1998年にロイヤルヒロインステークスとして創設されたもので、当初はリステッド（準重賞）競走であったが、後の2001年の第4回からG3に格付けされ、2007年の第10回からはG2に格上げされていたが、2024年よりG3に降格した。ロイヤルヒロインは1984年の第1回ブリーダーズカップマイル優勝馬である。
2006年より金融会社のキャッシュコール社がスポンサーとなって賞金額が大幅に増額され、競走名もキャッシュコールマイル招待ステークスに変更された。同時期に行われるアメリカンオークスとともに招待競走であり、2007年はG2格付けながらアメリカンオークスを上回る賞金総額100万ドルを誇る競走であった。特に2006年と2007年には日本からの遠征馬が出走しており、日本の競馬ファンにもその存在が認知された。しかし2009年にキャッシュコールがスポンサーを撤退し、競走名が再びロイヤルヒロインに戻るとともに、賞金額も従来のG2相応の額に引き下げられてしまった。

## 歴代優勝馬
| 回数   | 施行日        | 優勝馬             | 性齢 | タイム    | 優勝騎手          | 管理調教師         |
| ------ | ------------- | ------------------ | ---- | --------- | ----------------- | ------------------ |
| 第4回  | 2001年7月7日  | Kalatiara          | 牝4  | 1分34秒41 | Chris McCarron    | Ronald L. McAnally |
| 第5回  | 2002年7月6日  | Surya              | 牝4  | 1分34秒73 | Kent Desormeaux   | Robert J. Frankel  |
| 第6回  | 2003年7月5日  | Magic Mission      | 牝5  | 1分34秒25 | Corey Nakatani    | Neil Drysdale      |
| 第7回  | 2004年7月3日  | Janeian            | 牝6  | 1分34秒79 | Kent Desormeaux   | W. Bret Calhoun    |
| 第8回  | 2005年7月3日  | Intercontinental   | 牝5  | 1分34秒33 | Jerry Bailey      | Robert J. Frankel  |
| 第9回  | 2006年7月1日  | Dance in the Mood  | 牝5  | 1分33秒33 | Victor Espinoza   | Kazuo Fujisawa     |
| 第10回 | 2007年7月6日  | Lady of Venice     | 牝4  | 1分33秒56 | Julien Leparoux   | Patrick Biancone   |
| 第11回 | 2008年7月5日  | Diamond Diva       | 牝4  | 1分34秒07 | David R. Flores   | James Cassidy      |
| 第12回 | 2009年7月11日 | Tuscan Evening     | 牝4  | 1分33秒71 | Rafael Bejarano   | Jerry Hollendorfer |
| 第13回 | 2010年7月3日  | Gotta Have Her     | 牝6  | 1分34秒98 | Taylor Baze       | Jenine Sahadi      |
| 第14回 | 2011年7月4日  | Celtic Princess    | 牝7  | 1分33秒74 | Rafael Bejarano   | A. C. Avila        |
| 第15回 | 2012年7月7日  | Quiet Oasis        | 牝4  | 1分35秒06 | Mario Gutierrez   | Ben D. A. Cecil    |
| 第16回 | 2013年7月6日  | Schiaparelli       | 牝5  | 1分34秒11 | Joe Talamo        | Mike Puype         |
| 第17回 | 2014年6月28日 | Parranda           | 牝5  | 1分35秒27 | Elvis Trujillo    | Jerry Hollendorfer |
| 第18回 | 2015年6月27日 | Fanticola          | 牝5  | 1分36秒76 | Joe Talamo        | Philip D'Amato     |
| 第19回 | 2016年5月5日  | Nancy From Nairobi |      |           | Abel Lezcano      | John Sadler        |
| 第20回 | 2017年4月8日  | Hillhouse High     | 牝6  |           | Corey Nakatani    | Richard Baltas     |
| 第21回 | 2018年4月7日  | Beau Recall        |      |           | Joel Rosario      | Simon Callaghan    |
| 第22回 | 2019年4月6日  | Vasilika           |      |           | Flavien Prat      | Jerry Hollendorfer |
| 第23回 | 2021年4月3日  | Charmaine's Mia    |      |           | Flavien Prat      | Philip D'Amato     |
| 第24回 | 2022年4月9日  | Going Global       |      |           | Umberto Rispoli   | Philip D'Amato     |
| 第25回 | 2023年4月1日  | Closing Remarks    | 牝5  |           | Joe Bravo         | Carla Gaines       |
| 第26回 | 2024年4月27日 | Uncorked           | 牝5  | 1分34秒06 | Lanfranco Dettori | Philip D'Amato     |
| 第27回 | 2025年4月26日 | Public Assembly    | 牝4  | 1分36秒13 | Antonio Fresu     | Philip D'Amato     |

競走名
- 第1回-第7回 - ロイヤルヒロインステークス
- 第8回 - ロイヤルヒロインインビテーショナルステークス
- 第9回-第11回 - キャッシュコールマイルインビテーショナルステークス
- 第12回- - ロイヤルヒロインマイルステークス

格付け
- 第4回-第9回 - G3
- 第10回- - G2

距離
- 第1回- - 芝1マイル（8ハロン）

出走条件
- 第1回- - サラブレッド3歳以上牝馬

### 日本調教馬の成績

#### コイウタ事件
2007年の開催ではコイウタの負担重量をめぐって、日本側と主催者側でトラブルがあった。コイウタの前走ヴィクトリアマイルは、2007年の格付けが「JpnI」で、国際格付け基準に則った「G1」には満たないものだった。しかしレース当日になって主催者側はこれを「G1」として扱うことに変更したため、コイウタの負担重量が急遽4ポンド（約1.8kg）増やされてしまった。
詳細はコイウタ#「コイウタ事件」参照。